# Kunciran
Kunciran is een bestuurslaag in het regentschap Tangerang van de provincie Banten, Indonesië. Kunciran telt 14.970 inwoners (volkstelling 2010).